# Unité urbaine de Marmande
L'unité urbaine de Marmande est une unité urbaine française interdépartementale centrée sur la ville de Marmande, une des sous-préfectures du département de Lot-et-Garonne au cœur de la troisième agglomération urbaine du département.

## Données générales
Dans le zonage réalisé par l'Insee en 2010, l'unité urbaine de Marmande était composée de onze communes, dont deux, Lamothe-Landerron et Mongauzy, situées dans l'arrondissement de Langon (Gironde) et les neuf autres dans l'arrondissement de Marmande (Lot-et-Garonne).
Dans le nouveau zonage réalisé en 2020, elle est composée de dix communes, toujours deux, Lamothe-Landerron et Mongauzy, dans l'arrondissement de Langon et seulement huit autres dans l'arrondissement de Marmande, la commune de Mauvezin-sur-Gupie ayant été retirée du périmètre.
En 2022, avec 26 760 habitants dans le département de Lot-et-Garonne, elle représente la 3e unité urbaine dans ce département après celles d'Agen (1er rang départemental et préfecture du département) et de Villeneuve-sur-Lot (2e rang départemental) et elle occupe le 22e rang dans la région Nouvelle-Aquitaine après l'unité urbaine de Saintes (21e rang régional) et avant l'unité urbaine de Cognac (23e rang régional).
En 2022, sa densité de population s'élève à 194 hab/km2. Par sa superficie en Lot-et-Garonne, elle ne représente que 2,45 % du territoire de ce département mais, par sa population, elle en regroupe 8,05 %.

## Composition de l'unité urbaine en 2020
Elle est composée des dix communes suivantes :
| Nom                     | Code Insee | Département    | Statut       | Superficie (km2) | Population (dernière pop. légale) | Densité (hab./km2) | Modifier                                    |
| ----------------------- | ---------- | -------------- | ------------ | ---------------- | --------------------------------- | ------------------ | ------------------------------------------- |
| Marmande (ville-centre) | 47157      | Lot-et-Garonne | ville-centre | 45,06            | 17 361 (2022)                     | 385                | modifier les données · modifier les données |
| Beaupuy                 | 47024      | Lot-et-Garonne | banlieue     | 8,17             | 1 678 (2022)                      | 205                | modifier les données · modifier les données |
| Castelnau-sur-Gupie     | 47056      | Lot-et-Garonne | banlieue     | 15,23            | 914 (2022)                        | 60                 | modifier les données · modifier les données |
| Lagupie                 | 47131      | Lot-et-Garonne | banlieue     | 8,69             | 686 (2022)                        | 79                 | modifier les données · modifier les données |
| Lamothe-Landerron       | 33221      | Gironde        | banlieue     | 9,18             | 1 119 (2022)                      | 122                | modifier les données · modifier les données |
| Mongauzy                | 33287      | Gironde        | banlieue     | 6,84             | 656 (2022)                        | 96                 | modifier les données · modifier les données |
| Sainte-Bazeille         | 47233      | Lot-et-Garonne | banlieue     | 20,67            | 3 183 (2022)                      | 154                | modifier les données · modifier les données |
| Saint-Martin-Petit      | 47257      | Lot-et-Garonne | banlieue     | 6,39             | 624 (2022)                        | 98                 | modifier les données · modifier les données |
| Saint-Pardoux-du-Breuil | 47263      | Lot-et-Garonne | banlieue     | 7,30             | 618 (2022)                        | 85                 | modifier les données · modifier les données |
| Virazeil                | 47326      | Lot-et-Garonne | banlieue     | 19,87            | 1 696 (2022)                      | 85                 | modifier les données · modifier les données |

## Évolution démographique
L'évolution démographique ci-dessous concerne l'unité urbaine de Marmande délimitée selon le périmètre de 2020.
L'unité urbaine de Marmande a enregistré une évolution démographique nettement positive dans la période 1968-1990, puis une légère baisse entre 1990 et 1999, avant de connaître de nouveau une forte croissance  entre 1999 et 2015 approchant les 30 000 habitants et une baisse ensuite.
| 1968   | 1975   | 1982   | 1990   | 1999   | 2010   | 2015   | 2022   |
| ------ | ------ | ------ | ------ | ------ | ------ | ------ | ------ |
| 22 147 | 23 897 | 24 921 | 26 042 | 25 752 | 28 803 | 29 070 | 28 535 |

#### Données générales
- Unité urbaine en France
- Aire d'attraction d'une ville
- Liste des unités urbaines de France

#### Données démographiques en rapport avec l'unité urbaine de Marmande
- Aire d'attraction de Marmande
- Aire d'attraction de la Réole
- Arrondissement de Marmande
- Arrondissement de Langon

#### Données démographiques en rapport avec le Lot-et-Garonne et la Gironde
- Démographie du Lot-et-Garonne
- Démographie de la Gironde